# Jang Song-hyok
Jang Song-hyok (ur. 18 stycznia 1991 w Pjongjangu) – północnokoreański piłkarz występujący na pozycji środkowego obrońcy w kambodżańskim zespole National Defense Ministry FC.